# Microchilo gelastis
Microchilo gelastis là một loài bướm đêm trong họ Crambidae.